# Barbarea grayi
Barbarea grayi là một loài thực vật có hoa trong họ Cải. Loài này được Hewson mô tả khoa học đầu tiên năm 1982.